# Działko

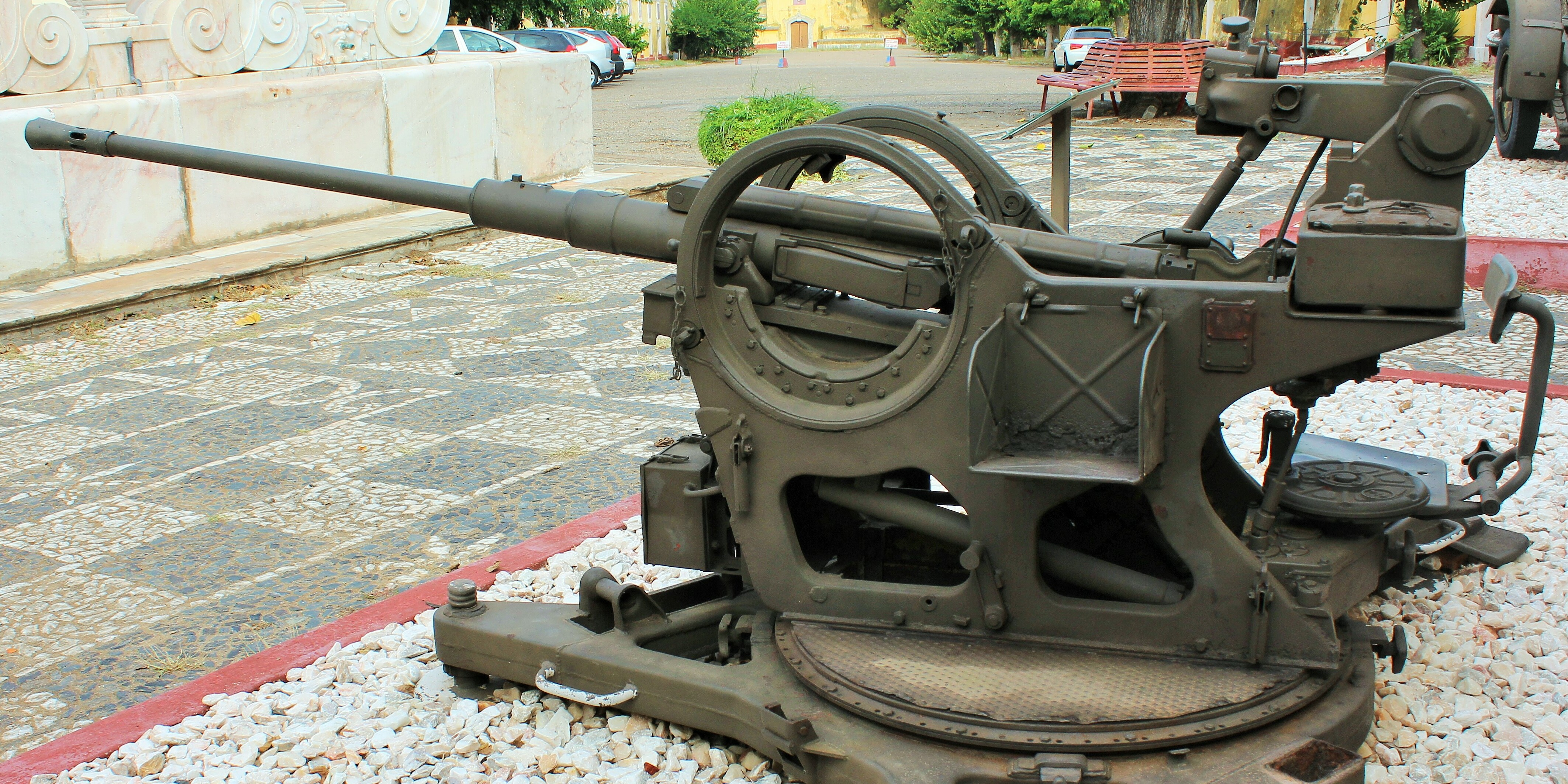
20 mm działko przeciwlotnicze FlaK 38

Działko – popularne określenie małokalibrowych dział (najczęściej armat) o kalibrze od 20 mm do ok. 50 mm. 
W zależności od przeznaczenia i konstrukcji wyróżnia się:
- działko przeciwlotnicze – używane do obrony przeciwlotniczej,
- działko lotnicze – używane jako broń pokładowa samolotów, śmigłowców,
- działko czołgowe – używane jako uzbrojenie czołgów i pojazdów bojowych,
- działko przeciwpancerne – używane do niszczenia pojazdów opancerzonych.

W zależności od konstrukcji wyróżnia się m.in.:
- działka automatyczne,
- działko rewolwerowe,
- działka półautomatyczne,
- działka wielolufowe (np. systemu Gatlinga).

Na dawnych żaglowych okrętach wojennych stosowano ponadto działka relingowe – odprzodowe działa małego wagomiaru, umieszczone obrotowo na nadburciach lub relingach.